# Chaetosiphon alpestre
Chaetosiphon alpestre är en insektsart som beskrevs av Hille Ris Lambers 1953. Chaetosiphon alpestre ingår i släktet Chaetosiphon och familjen långrörsbladlöss. Arten är reproducerande i Sverige.

## Underarter
Arten delas in i följande underarter:
- C. a. alpestre
- C. a. airolense
- C. a. orientale